# Shimadzu

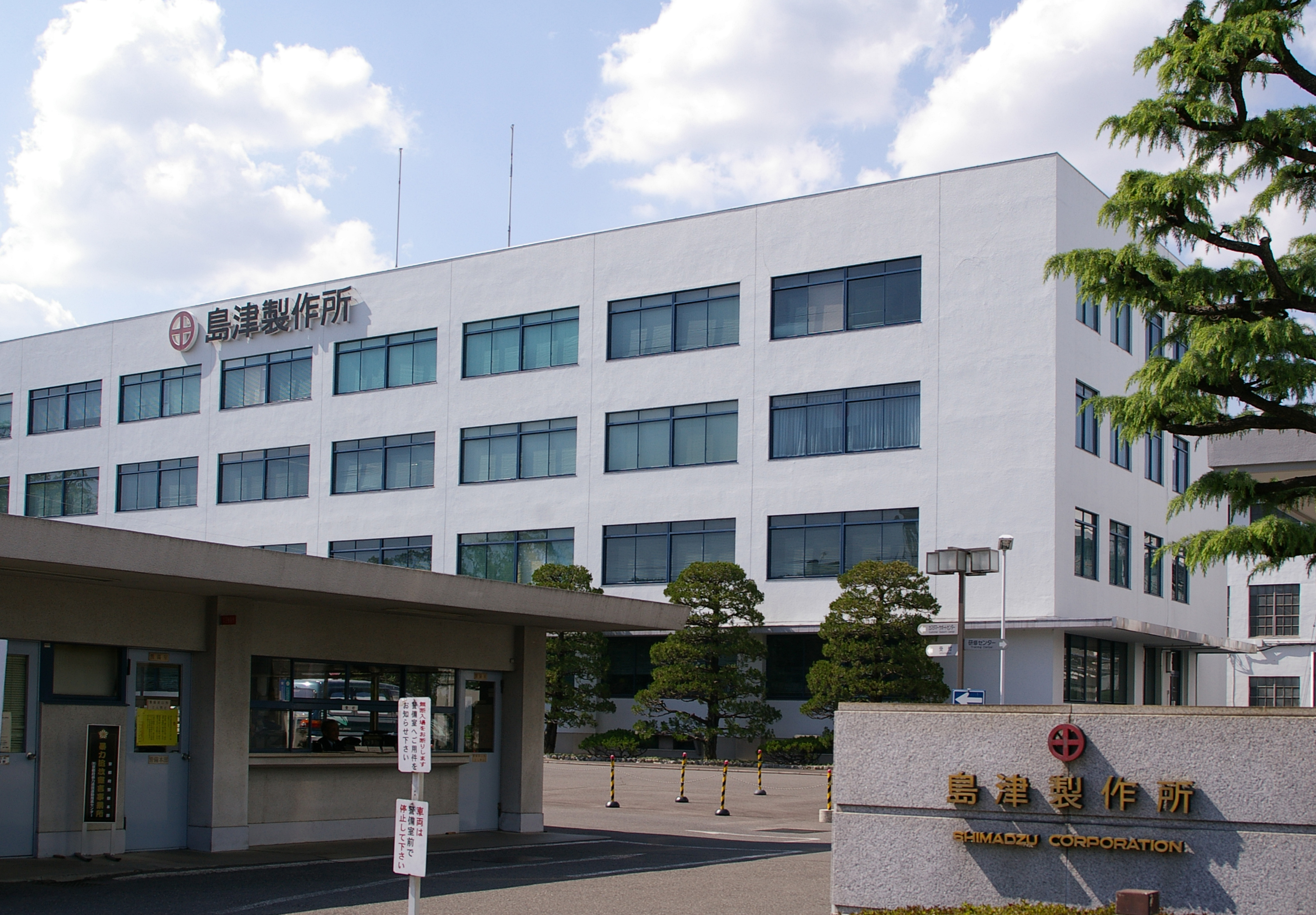
Firmenzentrale der Shimadzu Corporation in Nakagyo-ku, Kyōto, Japan

Shimadzu (jap. 株式会社島津製作所, Kabushiki kaisha Shimazu Seisakusho, engl. Shimadzu Corporation) wurde 1875 gegründet und hat ihren Hauptsitz in Kyōto. Shimadzu ist Hersteller für Geräte der instrumentellen Analytik wie Flüssigkeitschromatographie (LC, HPLC, UHPLC), Gaschromatographie (GC), LCMS, GCMS, Spektroskopie, Summenparameter (TOC), Materialprüftechnik sowie medizintechnische Geräte.
Die Geräte dienen der Produktsicherheit sowie dem Umwelt- und Verbraucherschutz, werden in nahezu allen Fertigungsindustrien eingesetzt, im Gesundheitswesen sowie in der Lebensmittelherstellung, -verarbeitung und -sicherheit. Sie werden für Routine- und HighEnd-Anwendungen genutzt, für Prozess und Qualitätskontrolle sowie Forschung und Entwicklung.
Weltweit beschäftigt Shimadzu über 10.000 Mitarbeiter und ist in 76 Ländern vertreten. In Europa gibt es über 40 Niederlassungen. In Deutschland ist die Firma seit über 45 Jahren vertreten. Am Standort Duisburg befindet sich der Hauptsitz für Europa sowie die Vertriebsniederlassung für Deutschland. Darüber hinaus unterhält Shimadzu Deutschland sechs Technische Büros und Service-Stützpunkte in den regionalen Einzugsgebieten Düsseldorf, München, Berlin, Hannover, Darmstadt und Jena.

## Firmengeschichte
Shimadzu wurde 1875 von Genzō Shimadzu gegründet, dessen Familie von Yoshihiro Shimdadzu erlaubt wurde den Namen und das Familienwappen seines Clans zu benutzen. Das Unternehmen steht damit in direkter Verbindung zu den Shimazu der Sengoku-Zeit.
1877 entwickelte er einen Heißluftballon, den er mit einem Passagier über den alten Kaiserpalast in Kyoto fliegen ließ. Sein Sohn Umejiro Shimadzu (1869–1951)  ließ sich 1896 in Genzō Shimadzu umbenennen und nahm im selben Jahr mit seinem jüngeren Bruder die ersten Röntgenstrahlen in Japan auf. Sie wurden erst ein Jahr vorher von Wilhelm Conrad Röntgen entdeckt. 1909 entwickelte Shimadzu jr. ein medizinisches Röntgengerät und begann damit, Maschinen zur Materialentwicklung herzustellen. Im selben Jahr wurde aus Shimadzu eine Aktiengesellschaft. Im Jahr 1930 wurde Genzō Shimadzu Jr. vom japanischen Kaiser zu einem Abendessen eingeladen, als einer der zehn besten Erfinder Japans.
1934 produzierte das Unternehmen die ersten japanischen Spektrographen und 1936 begann man damit, Teile für die Luftfahrt herzustellen. Im Jahr 1951 besuchte der japanische Kaiser Hirohito die Hauptfabrik Sanjo. 1956 entwickelte Shimdazu in Japan die ersten Gaschromatographen.
1968 expandierte Shimdazu nach Deutschland. Im Jahr 1987 zog Shimadzu von Düsseldorf nach Duisburg und begann damit, analytische Instrumente in der Deutschlandzentrale in Duisburg zu produzieren.
2002 wurde der Shimadzu-Mitarbeiter Kōichi Tanaka mit dem Nobelpreis für Chemie ausgezeichnet, da er eine Methode zur massenspektrometrischen Analyse von biologischen Makromolekülen entwickelte.
2003 entwickelte Shimadzu den weltersten Flat Panel Detector für das Dynamic X-Ray Imaging System. Im Jahr 2005 feierte Shimadzu sein 130-jähriges Jubiläum und übernahm 2008 das Turbo-Molecular Pump Geschäft von Mitsubishi.
Im Jahr 2005 entwickelte Shimadzu außerdem eine Hochgeschwindigkeitskamera, die HyperVision HPV-2 mit einem isCCD-Chip, welche bis zu 1 Million Bildern pro Sekunde aufnimmt. 2014 stellte Shimadzu den Nachfolger, die HyperVision HPV-X, vor. Diese Videokamera macht sogar bis zu 10 Millionen pro Sekunde.
2025 entwickelt Shimadzu die Aether Clock OC 020; Diese Strontium-Gitter-Uhr gilt mit einer Abweichung von nur 1 Sekunde in 10 Milliarden Jahren als die genaueste Uhr der Welt und wird bereits im Tokyo Skytree zur Prüfung der allgemeinen Relativitätstheorie eingesetzt. Die Maße der Uhr betragen 109,3 Zentimeter in der Höhe, 114 Zentimeter in der Breite und 65 Zentimeter in der Tiefe.

## Produkte

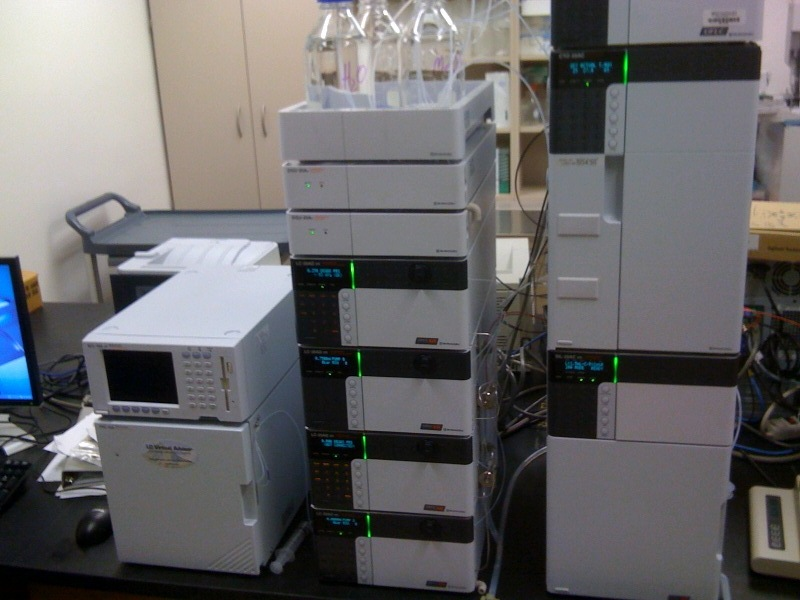
HPLC-Anlage von Shimadzu

- Die Nexera XR kann durch eine Auswahl an Modulen auf das spezifische Analysenziel abgestimmt werden. Das UHPLC-System hat einen Maximaldruck von 660 bar, eine hohe Reproduzierbarkeit und Systemstabilität in Kombination mit hochempfindlichen Detektoren. Typische Anwendungsbereiche sind Pharma, (Bio)Chemie, Umwelt und Lebensmittel. Die Pumpen können aufgrund ihrer kleinen Hubvolumina sehr präzise Flussraten befördern. Optional kann eine Niederdruckgradienten-Einheit in die Pumpen eingebaut werden. Auch Methoden von Mitbewerbern können auf das System übertragen werden und es kann jederzeit durch weitere Module erweitert werden, wodurch zusätzliche Methoden auf die Anlage übertragen werden können.[8]
- Die i-Series wurde sowohl für konventionelle als auch für ultra-schnelle LC-Analysen entwickelt und besteht aus der HPLC Prominence-i und dem UHPLC-System Nexera-i. Zu ihren Eigenschaften zählen Hochgeschwindigkeitsanalysen, vereinfachter Methodentransfer, minimierte Umweltbelastung und einfache Wartung. Die i-Series kann in vielen Bereichen der CMC (Chemical Manufacturing Control) bezogenen Analysen und zur Bestätigung von synthetischen Substanzen, einschließlich Methodenentwicklung /-optimierung und QA/QC von Produkten, Freisetzungstests von Generika und in der Remote-Überwachung von Fertigungsprozessen neuer Wirkstoffe genutzt werden. Speziell für die Lebensmittelanalytik werden komplette Applikationssysteme für bestimmte Substanzklassen angeboten.[9]
- Das LCMS-8060 Triple Quad Massenspektrometer bietet in jedem Modus ultrahohe Scanraten bis 30,000 u/s und ultraschnelle Polaritätswechsel. Bis auf 5 ms verkürzte Polaritätswechselzeiten ermöglichen das gleichzeitige Erfassen von LC/MS/MS Signalen im positiven und negativen Messmodus. Die einzelnen MRM (Multiple Reaction Monitoring) Aufnahmezeiten lassen sich individuell anpassen und auf bis zu 0,8 ms pro MRM verkürzen. Der  Ionentransfer des UF-Qarray des LCMS-8060 verbessert die LC/MS/MS Sensitivität durch eine Steigerung der Signalstärke und ein verringertes Grundrauschen.[10]

## Übersicht Business Segmente und Produkte
- Analytische Geräte
  - Gaschromatographie (GC)

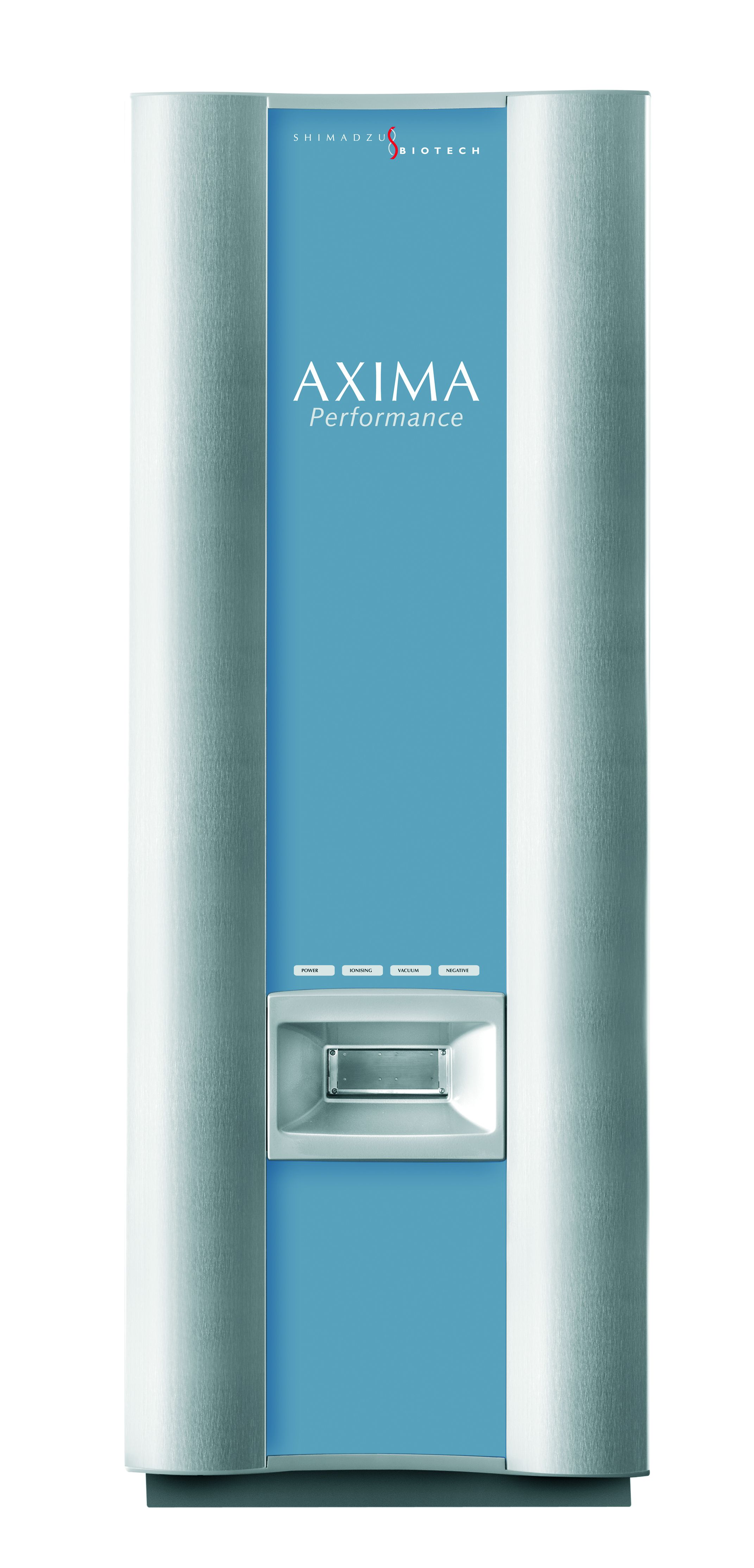
Shimadzu MALDI-TOF Gerät „Axima Performance“

  - Flüssigkeitschromatographie (LC, HPLC & UHPLC)
  - Gaschromatographie-Massenspektrometrie (GCMS)
  - Flüssigkeitschromatographie-Massenspektrometrie (LCMS)
  - Massenspektrometrie (MS & UFMS)
  - Spektroskopie (UV/VIS, FTIR, AAS & ICP-OES)
  - Summenparameter (TOC)
  - Partikelgrößen Bestimmung
  - Materialprüfung
  - Waagen
  - Datenmanagement & Software
- Medizinische Geräte
  - Angiographiesysteme
  - Radiographie- und Fluoroskopiesysteme
  - Systeme für Projektionsradiographie
  - Mobile C-Bögen
  - Mobile Röntgensysteme
  - Bildgebende Technologien

## Trivia
Verschiedene Shimadzu Produkte kamen in der Serie „Navy CIS“ (NCIS) vor und wurden von der fiktionalen Forensikerin Abby im Labor benutzt.